# Giorgos Kalafatis

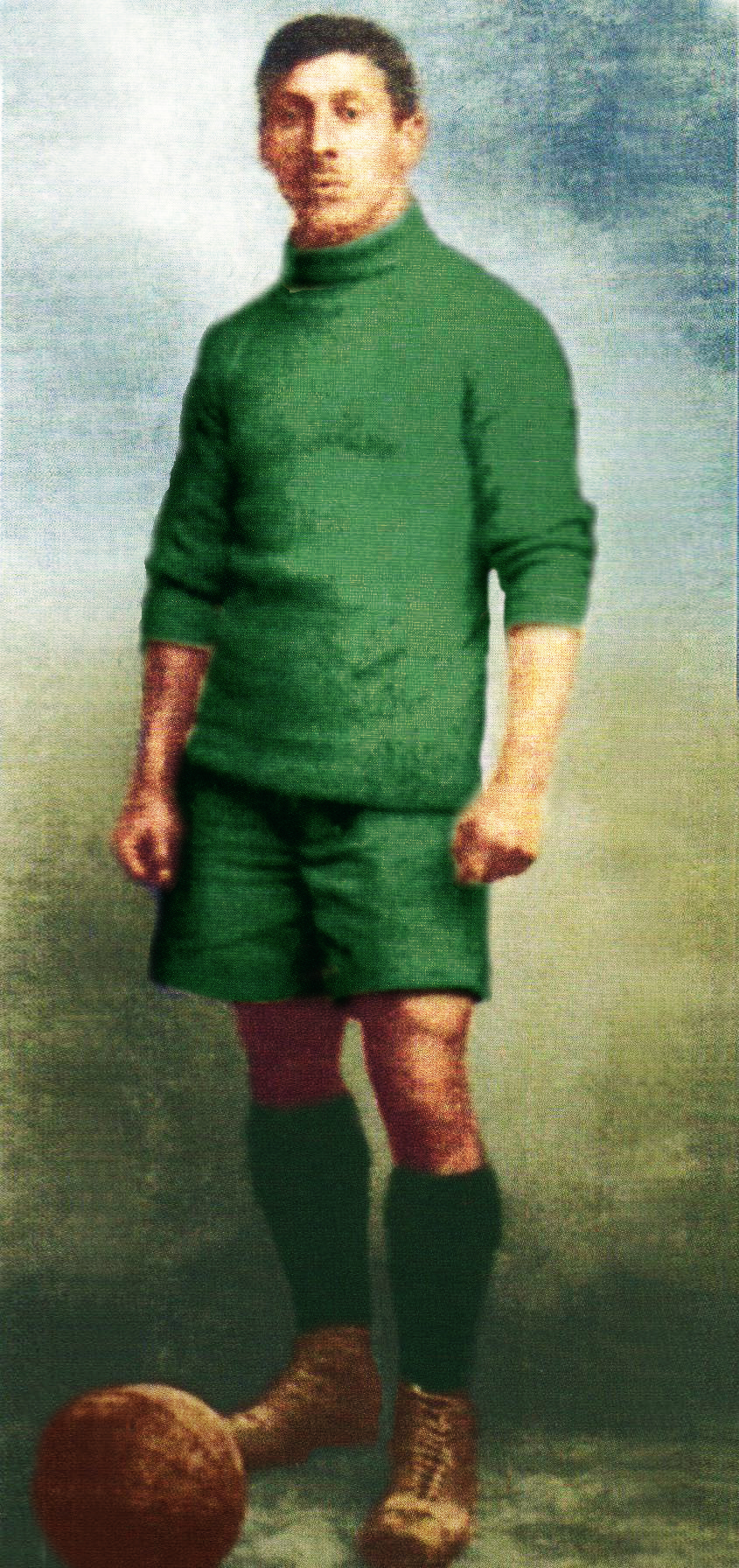
Giorgos Kalafatis

Giorgos Kalafatis (1890-19 de fevereiro de 1964) (em grego:Γιώργος Καλαφάτης), também mencionado como Georgios Kalafatis, foi um futebolista grego, fundador do Panathinaikos.